# Nothrus lugubris
Nothrus lugubris är en kvalsterart som beskrevs av Giovanni Canestrini 1898. Nothrus lugubris ingår i släktet Nothrus och familjen Nothridae. Inga underarter finns listade i Catalogue of Life.